# Engenheiro Taveira
Engenheiro Taveira é um bairro rural (área urbana isolada) do município brasileiro de Araçatuba, no interior do estado de São Paulo.

## História

### Origem
O bairro surgiu após a inauguração da estação ferroviária Potiguara pela Estrada de Ferro Noroeste do Brasil em 15/05/1927, com o loteamento de propriedade da empresa J. Rangel & Cia., que ficava em frente da estação. Em 1931 ganhou o nome atual, homenageando um engenheiro da ferrovia da época da sua construção.

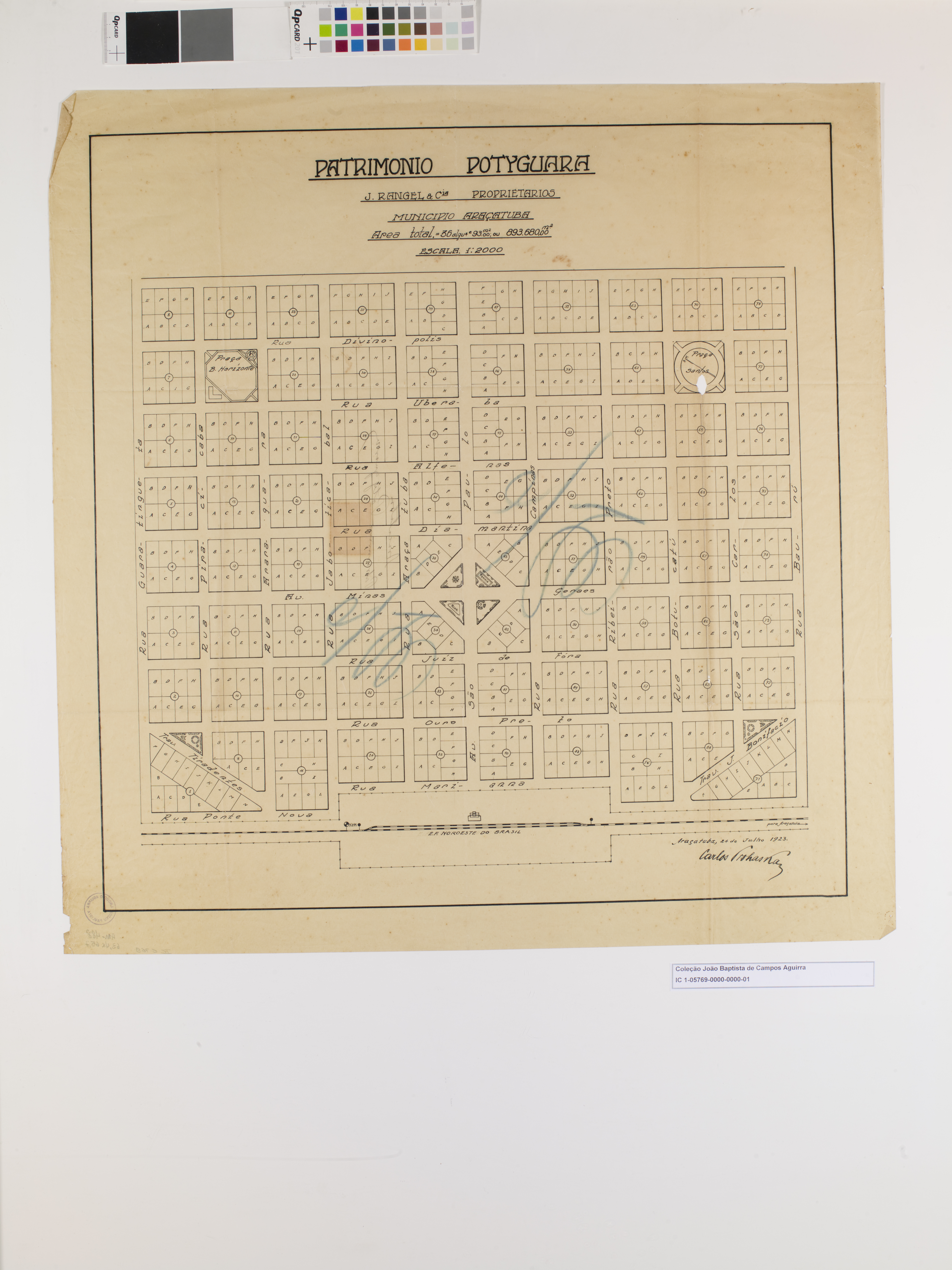
Planta da área urbana original.

### Formação administrativa
- Decreto nº 23.613 de 09/09/1954 - Cria a 2ª subdelegacia de polícia - Engenheiro Taveira - no distrito e município de Araçatuba[4].
- Decreto nº 25.273 de 26/12/1955 - Extingue a subdelegacia[5].
- Decreto nº 39.286 de 30/10/1961 - Fica criada no distrito e município de Araçatuba a 2ª (segunda) subdelegacia de polícia, com sede na localidade conhecida pela denominação de Engenheiro Taveira[6].

## Geografia

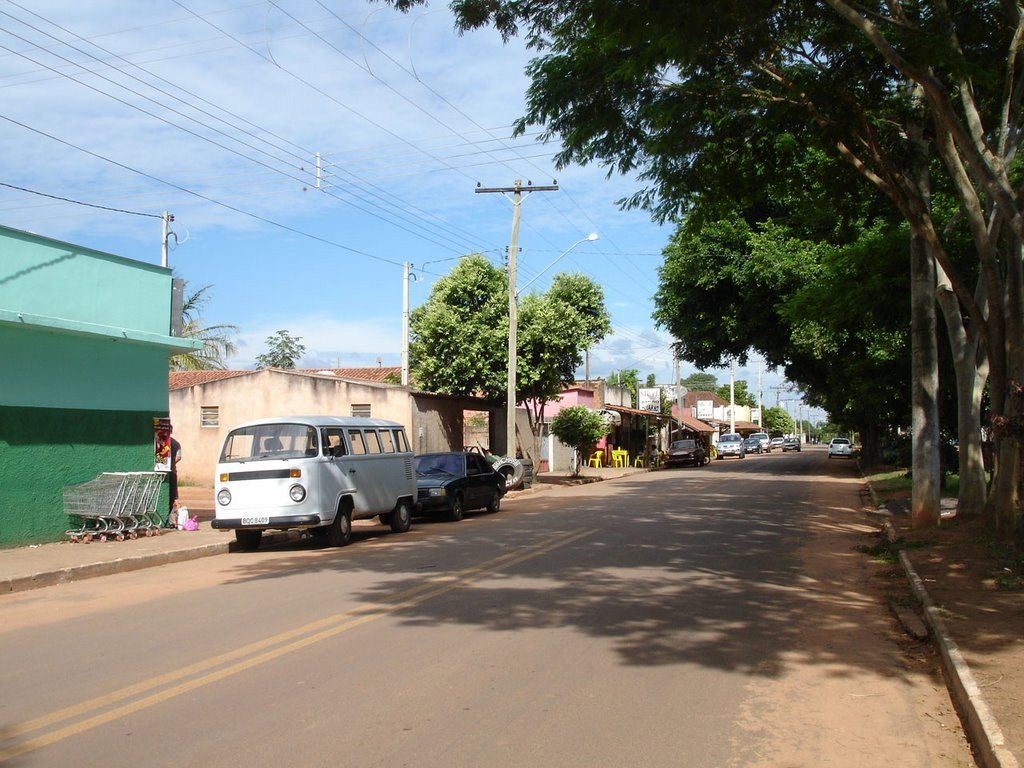
Aspecto local.

### Demografia

#### População urbana
| Crescimento população urbana | Crescimento população urbana | Crescimento população urbana | Crescimento população urbana |
| Censo                        | Pop.                         |                              | %±                           |
| ---------------------------- | ---------------------------- | ---------------------------- | ---------------------------- |
| 2010                         | 1 412                        |                              | —                            |
| Fonte: IBGE e Fundação SEADE |                              |                              |                              |

Até o Censo 2010 (IBGE) Engenheiro Taveira era classificado pelo IBGE como área urbana isolada do distrito sede.

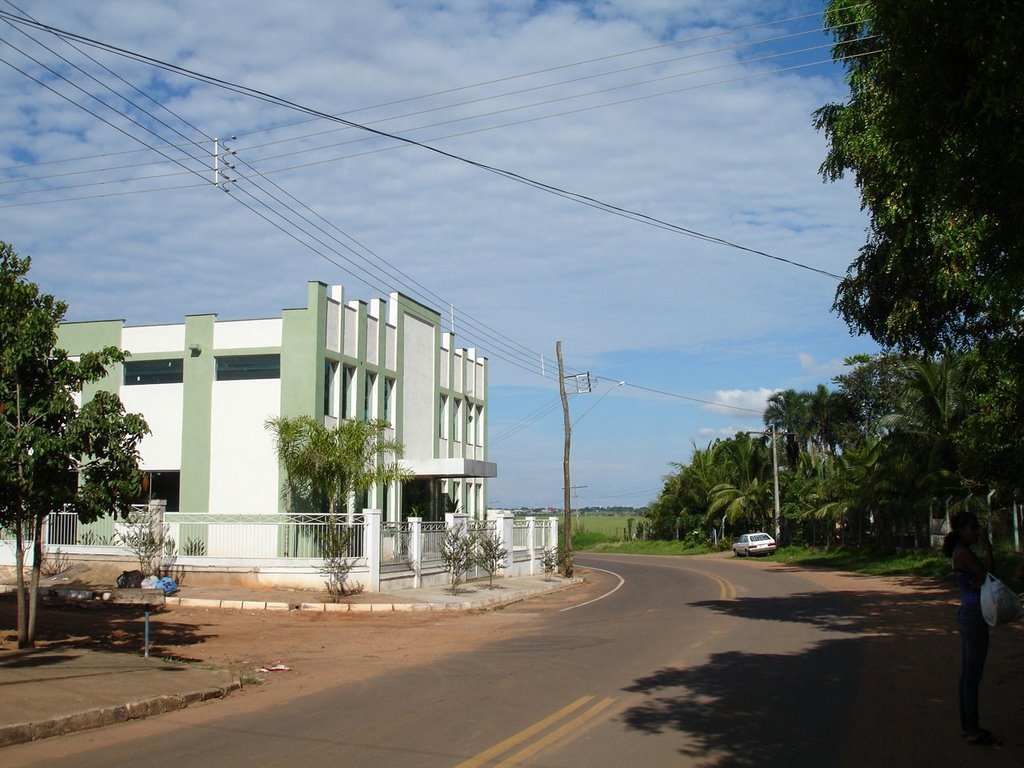
Entrada de Engenheiro Taveira.

### Rodovias
O principal acesso ao bairro é a estrada vicinal Araçatuba-Engenheiro Taveira.

## Serviços públicos

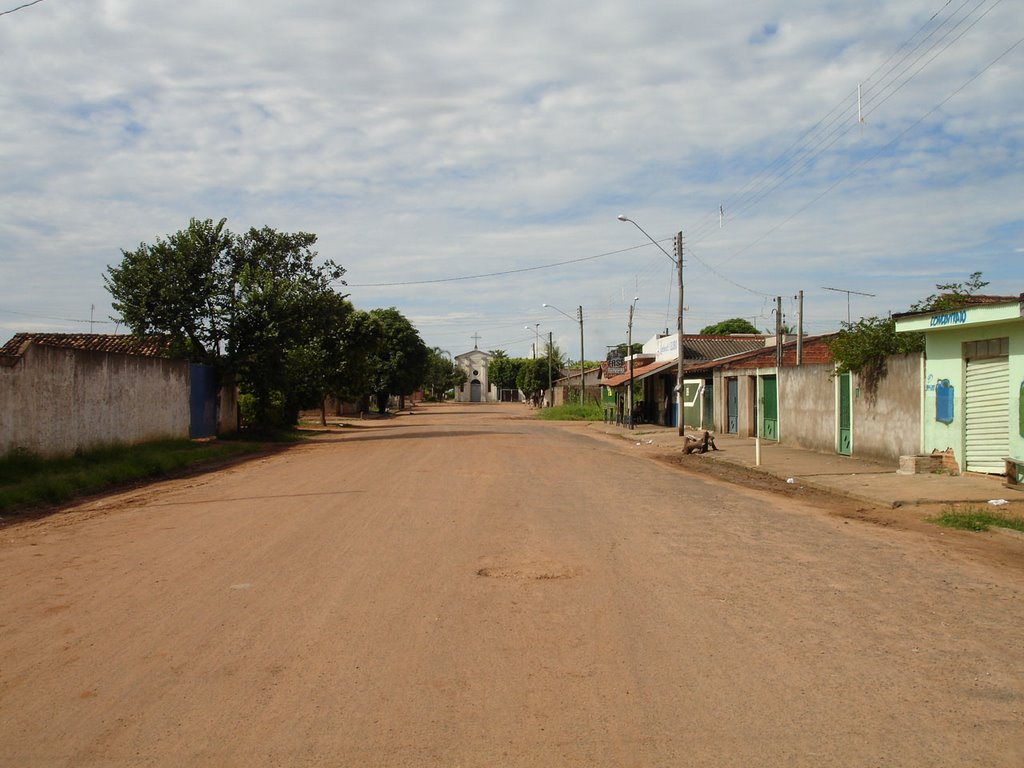
Aspecto local.

### Saneamento
O serviço de abastecimento de água é feito pela Soluções Ambientais de Araçatuba (SAMAR).

### Energia
A responsável pelo abastecimento de energia elétrica é a CPFL Paulista, distribuidora do grupo CPFL Energia.

## Atividades econômicas

### Usina de açúcar e álcool
Próximo ao bairro está instalada uma usina de açúcar e álcool, a Unidade Alcoazul do Grupo Aralco, importante fonte de geração de emprego e renda.

## Religião
O Cristianismo se faz presente no bairro da seguinte forma:

### Igreja Católica
- A igreja faz parte da Diocese de Araçatuba[14].

### Igrejas Evangélicas
- Congregação Cristã no Brasil[15].